# Orthometopon scheuerni
Orthometopon scheuerni är en kräftdjursart som beskrevs av Helmut Schmalfuss 1993. Orthometopon scheuerni ingår i släktet Orthometopon och familjen Trachelipodidae. Inga underarter finns listade i Catalogue of Life.